# كأس تركيا 2008–09
كأس تركيا 2008–09 (بالتركية: 2008-09 Türkiye Kupası)‏ هو الموسم 47 من كأس تركيا. كان عدد الأندية المشاركة فيه 72، وفاز فيه نادي بشكتاش.